# 库利福伊·陶马什
库利福伊·陶马什（匈牙利語：Kulifai Tamás，1989年5月4日—），匈牙利男子皮划艇运动员。他曾代表匈牙利参加2012年夏季奥林匹克运动会皮划艇比赛，获得男子四人皮艇1000米银牌。